# USS Patrick Henry (SSBN-599)
USS Patrick Henry (SSBN-599) – amerykański okręt podwodny z napędem atomowym typu George Washington. W czasie swojej służby w amerykańskiej marynarce wojennej w latach 1960-1984 jednostka ta przenosiła 16 pocisków balistycznych SLBM typu Polaris - kolejno Polaris A-1 i Polaris A-3.
USS "Patrick Henry" (SSBN-599) był drugą jednostką pierwszego typu amerykańskich strategicznych okrętów podwodnych, zbudowanego w ramach programu Fleet Ballistic Missile "41 for Freedom".